# Rocalla
Una rocalla, palabra proveniente del francés rocaille, es un tipo peculiar de jardín, caracterizado por una decoración de estilo rústico con plantas de origen alpino o plantas resistentes a la sequía que se crían en terrenos pobres y secos. Las plantas se sitúan entre grava, conchas y piedras naturales o artificiales que sirven de ornamento y, en ocasiones, se añaden como elementos decorativos algunas fuentes o grutas. 

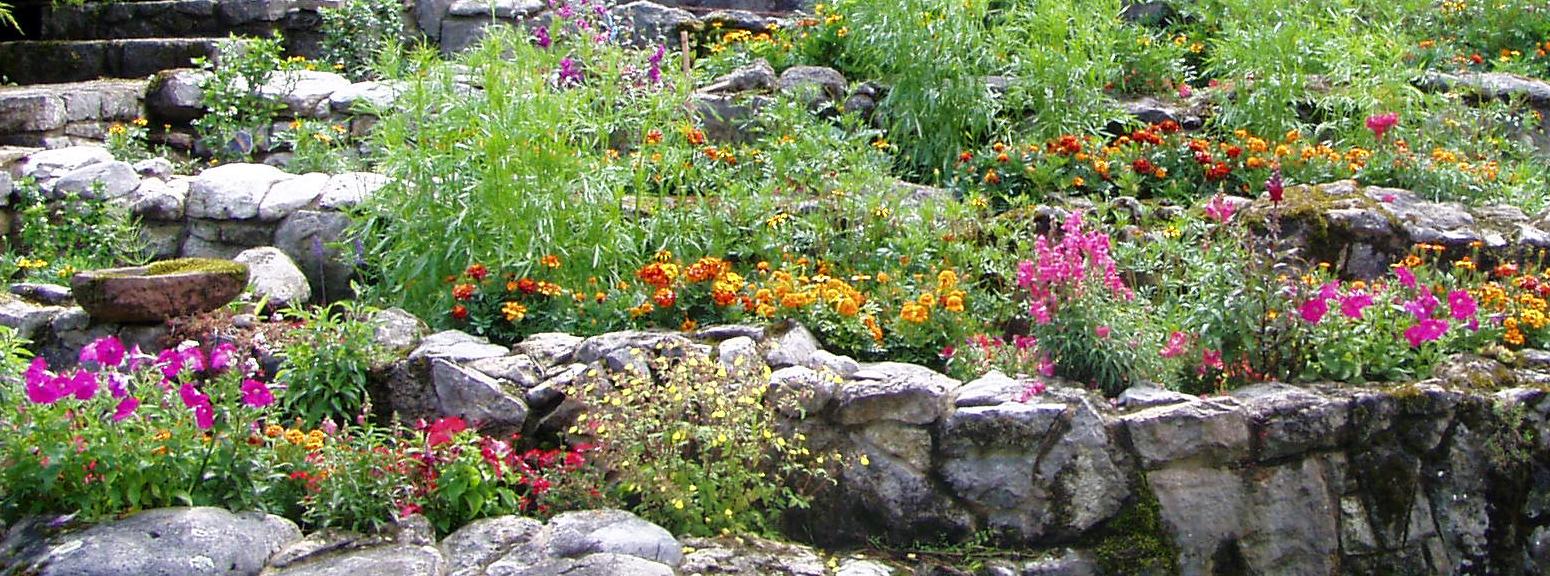
Rocalla de un jardín botánico alemán.

Existe una variante más especializada de la rocalla, que es el alpinum. 
La rocalla se caracteriza en general por un terreno con buen drenaje, y la preponderancia de grandes piedras formando desniveles, con gravas y piedras más pequeñas formando como un roquedal. La rocalla ideal debe de formar una pendiente no muy pronunciada, con una orientación sur o suroeste preferentemente. Su diseño está enfocado en presentar las mejores condiciones de cultivo para las plantas alpinas o las llamadas plantas rupícolas. Normalmente unos requerimientos tan específicos, sobre todo en países llanos, solamente los pueden suministrar los jardines botánicos. 
Variantes especializadas de las rocallas son los jardines de cantos rodados o los jardines con bases de gravas. 
Las rocallas eran un estilo ornamental muy de moda en la época de Luis XV y durante la Regencia, caracterizadas por las líneas redondeadas, evocando las volutas de las conchas y las hojas cuyos contornos son muy propios del Rococó. El Palais Idéal, realizado por la firma Cheval y clasificado como monumento histórico, construido en estilo naif, es un vivo ejemplo de la utilización de esta técnica.
Sin embargo, se hicieron populares solamente a partir de los inicios del siglo XX. Con su popularidad fueron apareciendo, de cara al público en general, un gran número de plantas aptas para ser cultivadas en este tipo de jardín. Además, muchas plantas aromáticas de uso culinario, ideales para este tipo de jardín, que escasamente se encontraban en los jardines del siglo XIX, actualmente forman parte de las ofertas más habituales de viveros y centros de jardinería. 
Algunas de las plantas más típicas que se suelen encontrar en rocallas son:
- Pertenecientes al género Antennaria (Antennaria dioica)
- Del género Armeria (Armeria caespitosa)
- De Aster (Aster alpinus)
- Especies enanas de narcisos, tales como Narcissus triandrus, el narciso alpino (Narcissus cyclamineus) o el Narcissus bulbocodium
- Diversas especies de tomillos
- Muchas especies de pequeñas campanillas pertenecientes al género Campanula, tal como la campanilla de los Cárpatos (Campanula carpatica)
- Especies de clavelinas, tales como Dianthus lusitanus, o el clavel de los Alpes (Dianthus alpinus), Dianthus neglectus o Dianthus freynii
- Erinus (Erinus alpinus)
- Numerosas especies del género Saxifraga
- Algunas especies de gencianas tales como Gentiana gracilipes y Gentiana septemfida
- De las Fuchsias algunas de las especies que resisten la dureza del invierno. Así la especie procedente de Nueva Zelanda Fuchsia procumbens que se cría entre las gravas de los ferrocarriles, donde sobresalen sus flores amarillas. Esta especie es capaz de aguantar sin protección los inviernos de Europa central, siendo una de las candidatas a ser ejemplar de una rocalla.
- Muchas plantas bulbosas, como por ejemplo ciertas especies de Allium, Anemone, Eranthis, Muscari y Scilla.